# Spichlerz

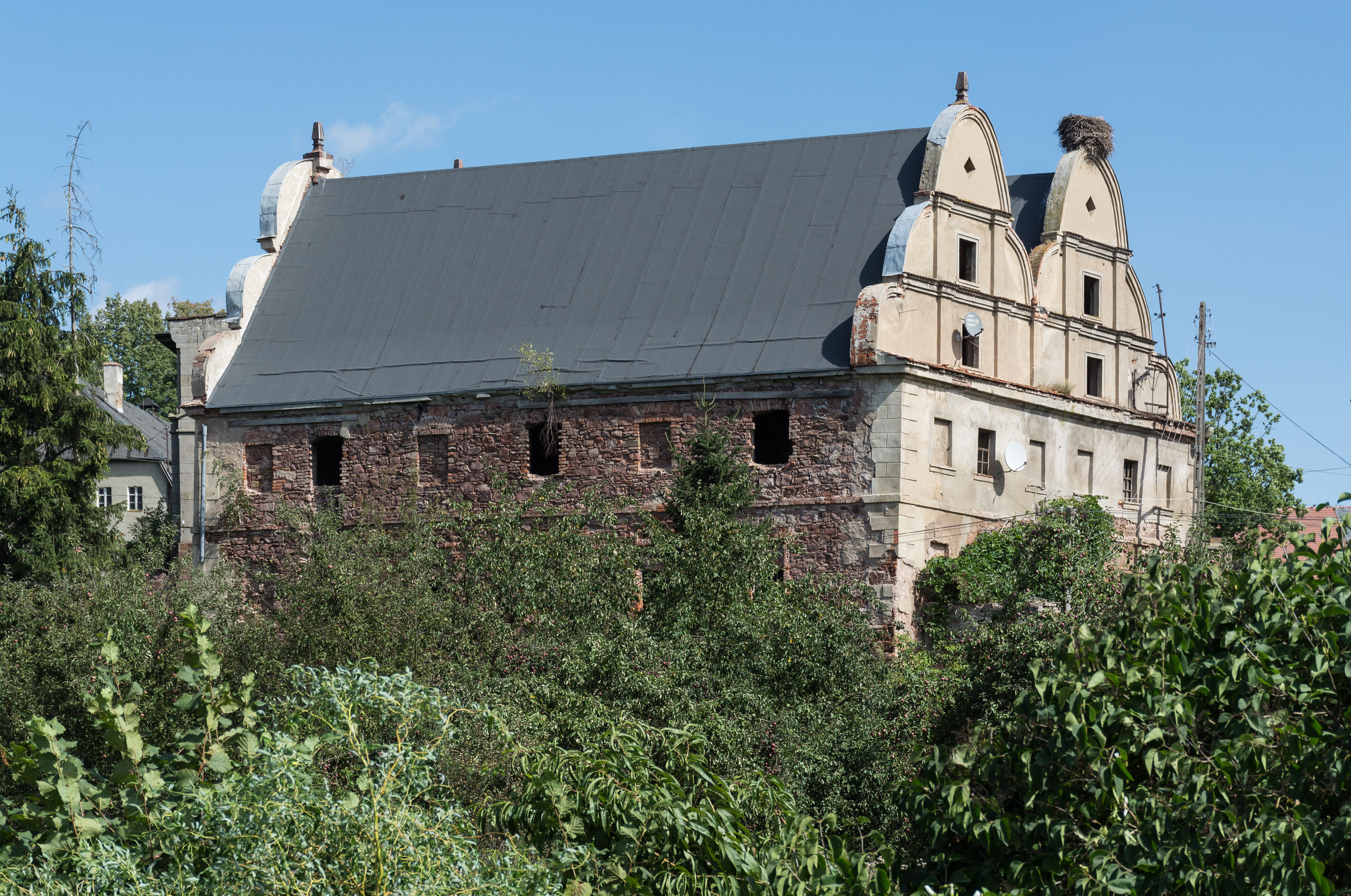
Spichlerz przy Pałacu w Sarnach

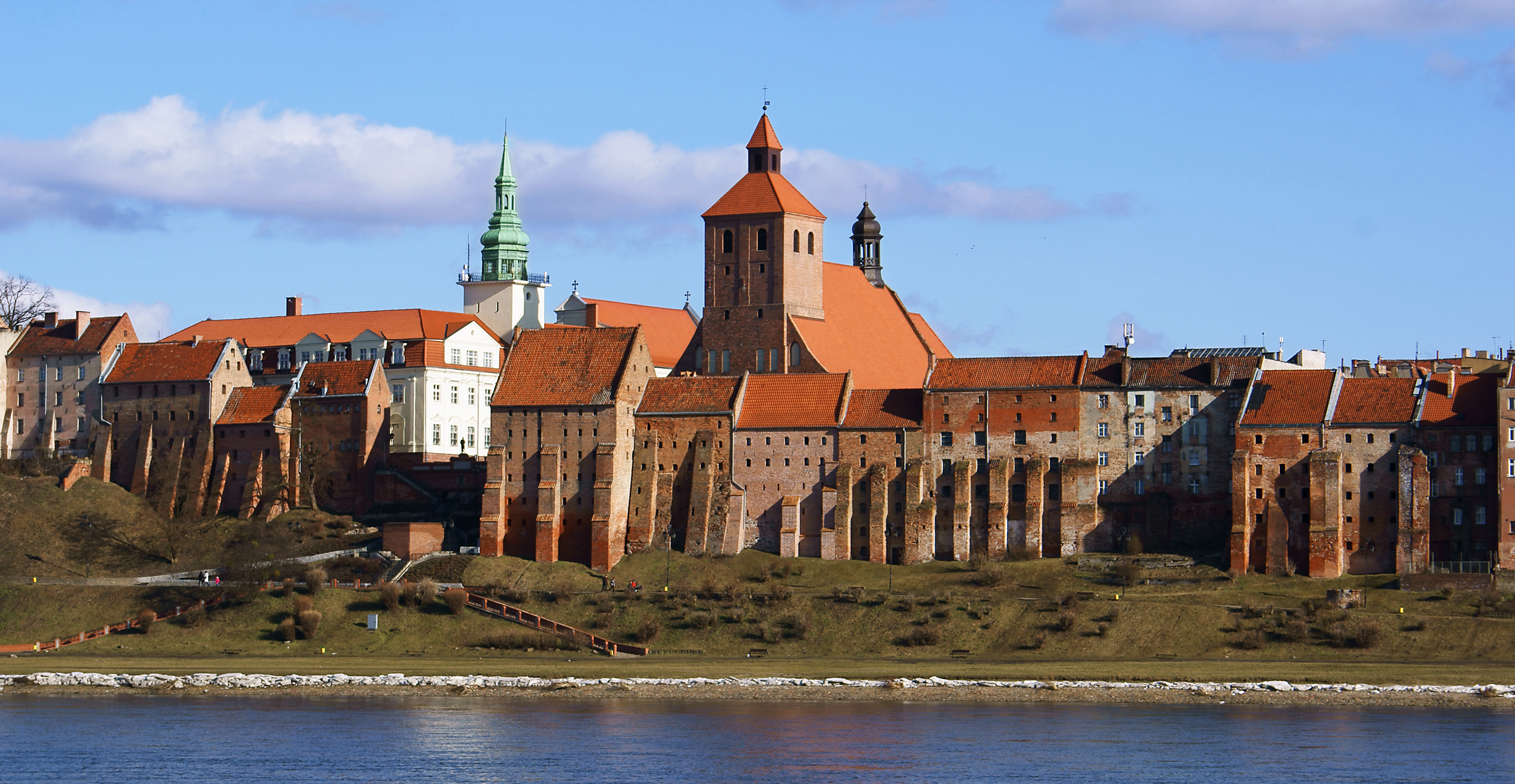
Spichlerze w Grudziądzu

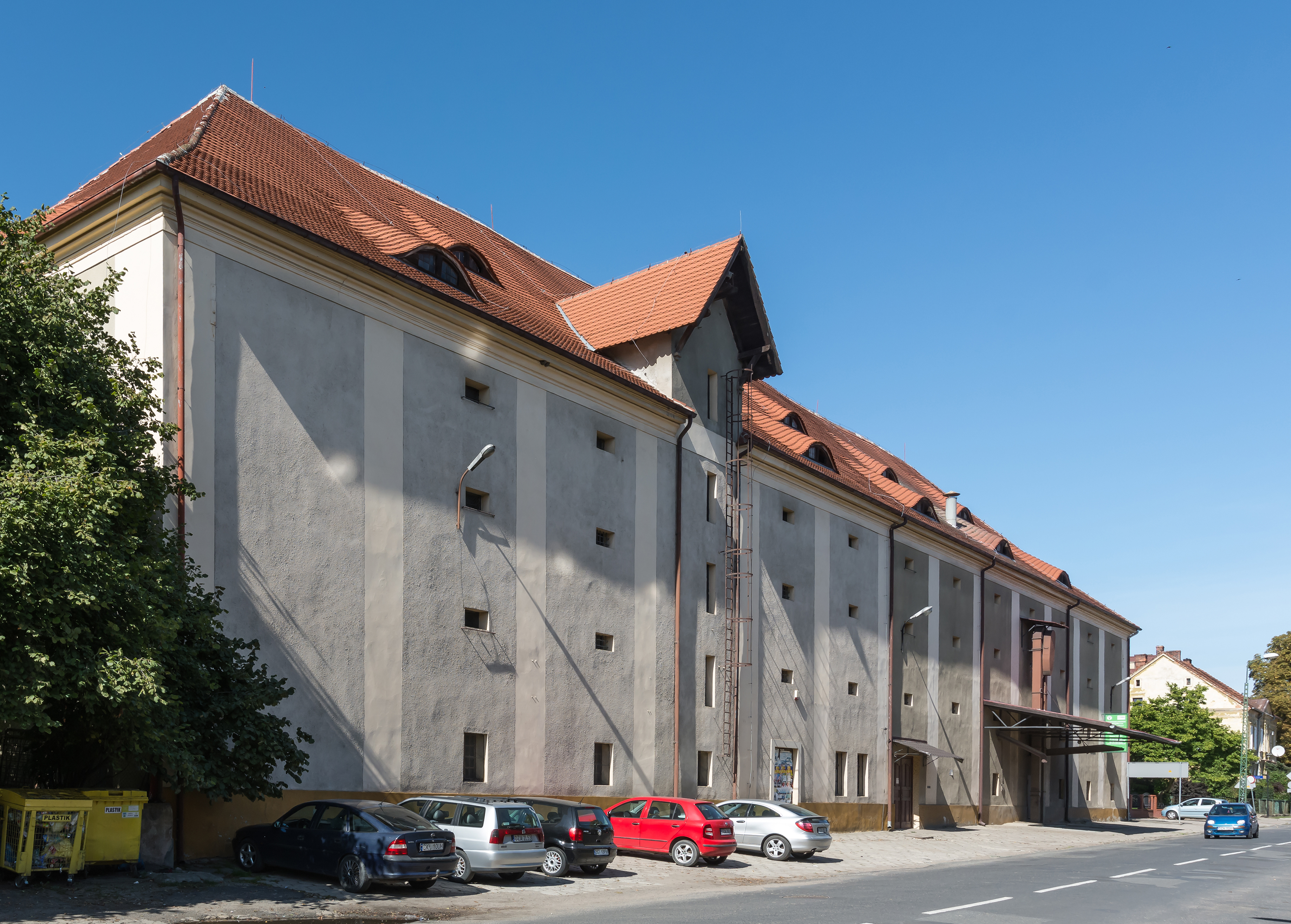
Spichlerz w Henrykowie

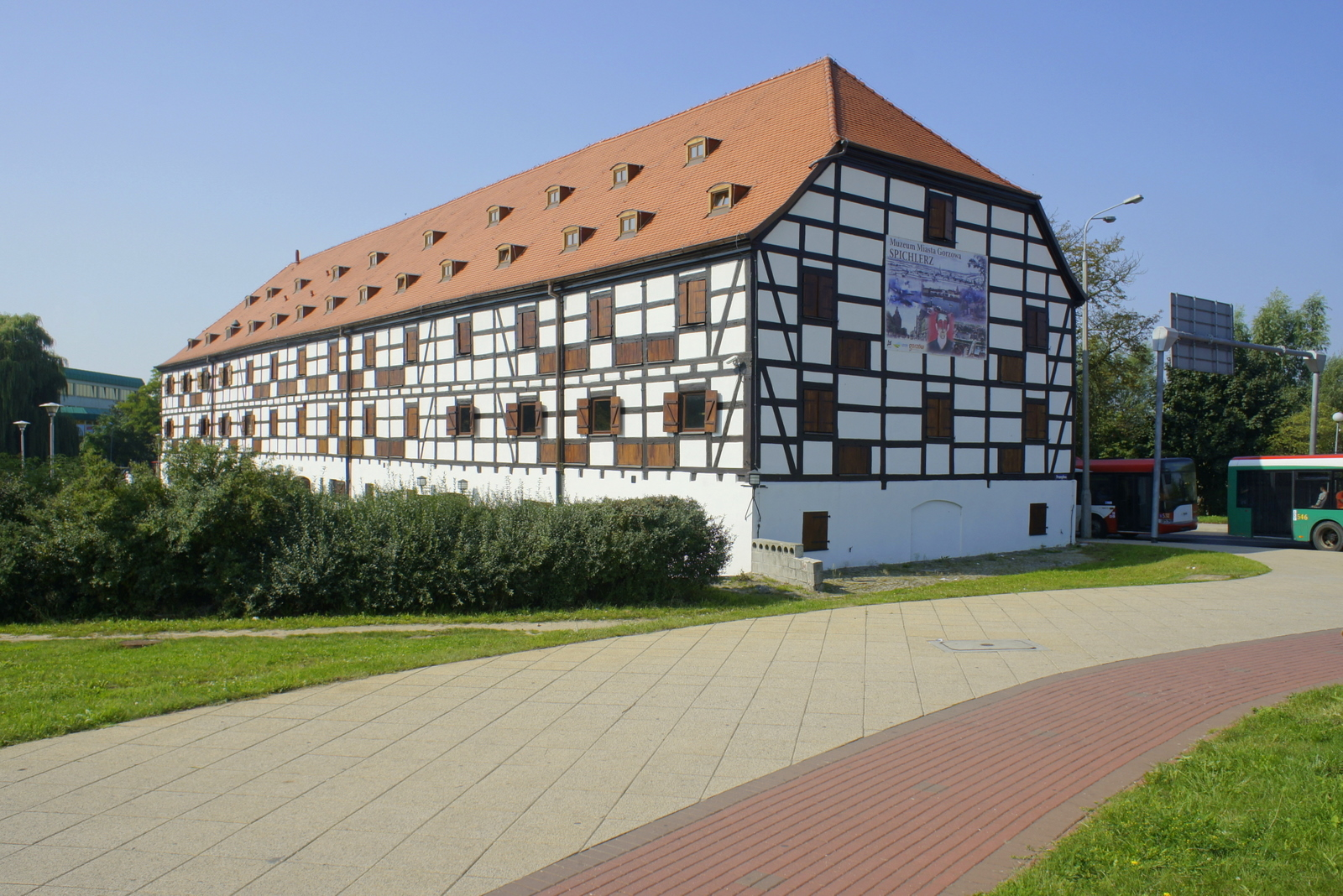
Spichlerz w Gorzowie Wielkopolskim

Spichlerz (spichrz, śpichlerz, elewator zbożowy) – jedno- lub kilkukondygnacyjna budowla przeznaczona do przechowywania materiałów sypkich, głównie ziaren zbóż – luzem lub w workach, charakteryzująca się zwartą bryłą, stromymi dachami, trójkątnymi szczytami i niewielkimi oknami.
W miastach przeważnie murowany, wielokondygnacyjny magazyn z windą do transportu zboża oraz kranami i rynnami spustowymi. Zachowane spichlerze często mają ciekawie rozwiązaną elewację, ozdobioną charakterystycznymi dla danej epoki detalami architektonicznymi, np. blendami, fryzami, gzymsami.
W miastach portowych takich jak Gdańsk i Elbląg spichlerze wznoszono na wyspach. W XIV wieku na wyspie spichrzów w Elblągu znajdowało się 250 spichlerzy. Dawniej spichlerze znajdowały się także w Warszawie na Powiślu i na zamku w Malborku.
Spichlerze wiejskie były najczęściej wykonywane z drewna jako dwukondygnacyjne, otoczone galerią na poziomie jednej lub obu kondygnacji. Kryte dachem cztero- lub dwuspadowym. Najczęściej miały jedno duże wejście i kilka mniejszych okien. Jako element zabudowań dworskich najczęściej murowany ze zdobieniami na fasadzie, czasem o rozbudowanym planie przez zastosowanie ryzalitu, portyku itp.
Obecnie rolę dawniej pełnioną przez spichrze przejęły silosy.

## Zabytkowe spichlerze w Polsce
- Brzóstków – spichlerz z XVIII wieku przebudowany w stylu neogotyckim ok. 1830 roku
- Bydgoszcz – spichrze szachulcowe z końca XVIII i z XIX wieku
- Gdańsk – Wyspa Spichrzów (zniszczona w czasie II wojny światowej), już w XVI wieku było ich na wyspie około 340[3]
- Goleniów – spichrz z XVIII wieku
- Gorzów Wielkopolski – spichlerz z XVIII wieku
- Grudziądz – zespół 26 spichrzy w Grudziądzu wznoszących się na krawędzi skarpy nadwiślańskiej, w obecnym stanie pochodzących z okresu od XVI do XVII wieku, niektóre z pozostałościami gotyckimi z XIV wieku; spichrze te stanowią dominujący element w panoramie miasta od strony Wisły
- Kazimierz Dolny – spichrze renesansowe o bogatej architekturze. W XVI wieku w mieście było ich około 60
- Lębork – dwa spichrze: solny XIV-wieczny oraz XIX-wieczny
- Olsztyn – spichlerz z 1783 roku, przeniesiony z Borowna
- Otrębusy – spichrz przyfolwarczny z XVIII wieku
- Płock – dwa XIX-wieczne spichlerze
- Sandomierz – spichrz z XVII wieku
- Stargard – spichlerz z 1685 roku
- Szczecin – elewator zbożowy „Ewa” mający 64 metry wysokości i 18 pięter z lat 30. XX wieku; zespół barokowych spichrzów na Łasztowni (zniszczony w czasie II wojny światowej)
- Toruń – kilkadziesiąt spichrzy i domów z górnymi kondygnacjami pełniącymi funkcje spichrzowe z XIV-XVIII wieku, np. Franciszkańska 1, Rabiańska 19/21, Piekary 4
- Ziemięcice – spichrz z ok. 1780 roku, jeden z najstarszych murowanych spichlerzy na Górnym Śląsku
- Siemianowice Śląskie – spichlerz folwarczny z 1782 r., część gospodarcza założenia pałacowo-parkowego Donnersmarcków